# Samuel Blanco
Pour les articles homonymes, voir Blanco.
Blanco  Prol est un nom espagnol. Le premier nom de famille, en général paternel, est Blanco ; le second, en général maternel, souvent omis, est Prol.
Samuel Blanco Prol,, né le 3 juin 1994 à Chapela (es), est un coureur cycliste espagnol. Il est membre de l'équipe AP Hotels & Resorts-Tavira.

## Biographie
Samuel Blanco joue d'abord au football dans sa jeunesse. Il commence à se consacrer au cyclisme en 2011. Son père a également pratiqué ce sport au niveau amateur.
En 2013, il court dans l'équipe Autronic-CC Vigués pour ses débuts espoirs (moins de 23 ans). Il évolue ensuite durant deux saisons au club Super Froiz, avant d'intégrer le CC Rías Baixas. Sous les couleurs de ce dernier, il se distingue en remportant son championnat régional ainsi que le Tour de Galice en 2016. Il passe ensuite professionnel en 2017 au sein de l'équipe continentale LA Alumínios-Metalusa-BlackJack. Son meilleur classement est une septième place sur la première étape du Tour de Cova da Beira.
Non conservé, il fait son retour en Espagne en 2018 au club Cortizo-Anova. Durant l'été, il intègre temporairement la formation Liberty Seguros-Carglass afin de disputer le Tour du Portugal. L'année suivante, il devient champion de Galice du contre-la-montre.
En 2020, il devient une nouvelle fois champion régional de l'exercice chronométrée, dans une saison perturbée par la pandémie de Covid-19. Le 23 aout, il se fait remarquer chez les professionnels en terminant neuvième championnat d'Espagne sur route. Il gagne à cette occasion le titre national chez les amateurs.
Il retrouve finalement le niveau continental en 2021 au sein de l'équipe Atum General-Tavira-Maria Nova Hotel. Au mois de juillet, il termine quinzième du Grand Prix de Torres Vedras. Peu de temps après, il participe à son second Tour du Portugal.

## Palmarès
- 2016
  - Champion de Galice sur route
  - Grand Prix de la ville de Vigo II
  - Classement général du Tour de Galice
- 2019
  - Champion de Galice du contre-la-montre
  - 3e de la Vuelta a Vetusta
- 2020
  -  Champion d'Espagne sur route amateurs
  - Champion de Galice du contre-la-montre
  - 2e du Tour de Zamora